# Thomas Jones (giocatore di football americano)
Thomas Quinn Jones (Big Stone Gap, 19 agosto 1978) è un ex giocatore di football americano e attore statunitense che ha militato nel ruolo di running back nella National Football League (NFL).

## Carriera

### Arizona Cardinals
Al college Jones giocò a football a Virginia, venendo premiato come All-American. Fu scelto come settimo assoluto dagli Arizona Cardinals nel Draft NFL 2000. Nei suoi tre anni con la squadra corse 1.264 yard e 9 touchdown. Fu tuttavia soggetto a infortuni e disputò una sola stagione completa (2001) con i Cardinals. Fino alla stagione 2002 divise anche i possessi con l'altro running back Michael Pittman. Prima della stagione 2003 fu scambiato con i Tampa Bay Buccaneers.

### Tampa Bay Buccaneers
Anche se non fu il running back principale a Tampa Bay, Jones disputò una stagione senza infortuni correndo 627 yard, segnando 3 touchdown e mantenendo una media di 4,6 yard a possesso.

### Chicago Bears
Divenuto free agent nel 2004, Jones ottenne la possibilità di essere il running back primario, firmando un contratto pluriennale con i Chicago Bears. Nella prima stagione con la nuova squadra corse 948 yard e 7 touchdown. A fine anno Ron Turner assunse il ruolo di coordinatore offensivo, sviluppando un attacco che fosse in grado di sfruttare le abilità di Jones. Prima della stagione 2005 sembrava che dovesse tornare a condividere i possessi, dal momento che i Bears utilizzarono la loro prima scelta per il running back Cedric Benson. Tuttavia un lungo sciopero impedì a Benson di appropriarsi del ruolo di Jones. Dopo avere iniziato l'annata con una cattiva prestazione contro i Washington Redskins, Jones concluse con 1.335 yard corse e 9 touchdown, guadagnando 61 primi down a una media di 4,3 yard a portata.
Jones non partecipò ai programmi di allenamento volontari dei Bears nel 2006, optando per allenarsi per conto proprio, portando Benson a giocare con la prima squadra. Il 26 luglio Jones si infortuno al tendine del ginocchio; Lovie Smith annunciò così che sarebbe partito dietro a Benson nella stagione a venire. Ad ogni modo il 4 agosto Benson si infortunò a una spalla dopo uno scontro in allenamento con Brian Urlacher e Jones tornò ad essere considerato il titolare.
L'attacco a due running back diede i suoi frutti per i Bears nel 2006. Il più massiccio Benson e il più rapido Jones si alternarono a seconda delle situazioni, con Jones che corse 1,210 yards e Benson 647 e entrambi corsero almeno 4 yard a possesso. Jones superò per quattro volte le 100 yard corse nella stagione regolare e continuò ad aumentare il suo ruolo nel gioco sui passaggi mentre Benson faticò ancora nel ruolo di bloccatore. Quell'anno, Thomas e il fratello Julius divenne i primi fratelli a correre mille yard nella stessa stagione.
Nei playoff 2006-2007, Jones corse 66 yard e 2 touchdown nella vittoria per 27–24 dei Bears sui Seattle Seahawks. La settimana successiva corse 123 yard e altri due touchdown nella finale della NFC contro i New Orleans Saints, trascinando Chicago al Super Bowl con una vittoria per 39–14. Quelle 123 yard corse furono un record di franchigia per un giocatore dei Bears nei playoff. In un drive cruciale nel primo, dopo che i tre precedenti dei Bears erano terminati con altrettanti field goal, Jones portò il pallone per otto giocate consecutive, culminando un drive da 69 yard con il primo touchdown dei Bears.
Jones fu uno dei tre compagni di college che si ritrovarono al Super Bowl XLI. Jones, il compagno John St. Clair e Terrence Wilkins degli Indianapolis Colts erano tutti compagni di stanza alla University of Virginia. Nel Super Bowl XLI Jones corse 112 yard e ne ricevette 18 yardg, inclusa una corsa da 52 yard che fu la più lunga della stagione di Chicago. Anche se ebbe una media di 7,5 yard a possesso, i Bears chiamarono solo 15 giochi sulle corse e persero 29–17 contro Indianapolis.

### New York Jets

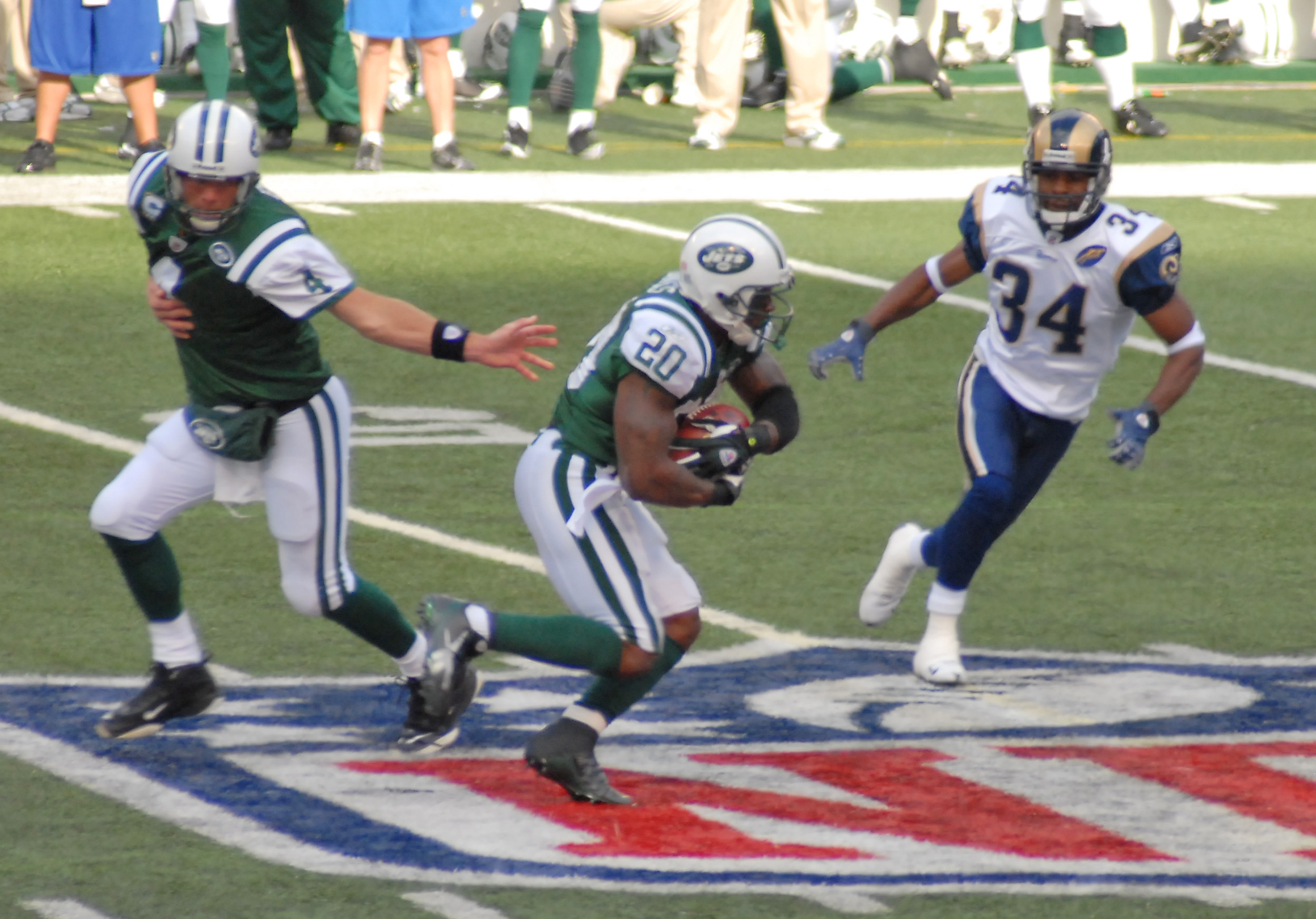
Thomas Jones e Brett Favre nel 2008

Il 5 marzo 2007 i Bears scambiarono Jones e la loro scelta del secondo giro (la numero 63) del Draft NFL 2007 con i New York Jets per la loro scelta del secondo giro (la numero 37, ricevuta dai Redskins). Dopo la cessione, i Jets fecero firmare a Jones un contratto quadriennale del valore di 25 milioni di dollari.
Nella stagione 2007 Jones corse 310 volte per 1.119 yards, la terza consecutiva oltre quota mille. Quell'anno segnò anche il primo touchdown su ricezione in carriera. Tuttavia ebbe una media di sole 3,6 yard a possesso ed ebbe una sola marcatura su corsa, con i Jets che terminarono con un record di 4-12.
La migliore stagione di Jones fu quella del 2008. Fu convocato come titolare per Pro Bowl dopo avere segnato 15 touchdown complessivi (2 su ricezione) e avere guidato l'AFC con 1.312 yard corse.
Il 18 ottobre 2009, in una gara contro i Buffalo Bills, Jones corse un record di franchigia dei Jets di 210 yard e segnò un touchdown, superando il vecchio primato stabilito da Curtis Martin. La sua squadra fu però sconfitta per 16-13 ai tempi supplementari. Il 3 dicembre 2009 raggiunse le 1.068 yard in stagione, la quinta consecutiva oltre quota mille.
Il 17 gennaio 2010 Jones convertì nel finale un quarto down e uno, dando la vittoria ai Jets contro i San Diego Chargers nei playoff e portandoli a disputare la finale della AFC contro i Colts.
Il 1º marzo 2010 i Jets annunciarono che avrebbero svincolato Jones quattro giorni dopo malgrado avesse appena corso un record in carriera di 1.402 yard, essendo in contatto per acquisire LaDainian Tomlinson.

### Kansas City Chiefs
Jones firmò un contratto biennale con i Kansas City Chiefs il 9 marzo 2010. Nella settimana 15 contro i St. Louis Rams corse 62 yard e un touchdown, diventando il venticinquesimo giocatore della storia a correre 10.000 yard in carriera. Si ritirò dopo la stagione 2011.

## Palmarès

### Franchigia
- National Football Conference Championship: 1

Chicago Bears: 2006

### Individuale
- Convocazioni al Pro Bowl: 1

2008
- Club delle 10.000 yard corse in carriera